# دوارس دور هيت هاجلاند 2022
دوارس دور هيت هاجلاند 2022 (بالفرنسية: À travers le Hageland 2022)‏ هو سباق دراجات هوائية، وهو الموسم السابع عشر من دوارس دور هيت هاجلاند، وأقيم في 11 يونيو 2022 ضمن سباقات سلسلة سباقات الاتحاد الدولي للدراجات للمحترفين 2022.
فاز بالمركز الأول Oscar Riesebeek ‏، وبالمركز الثاني جياني فرميش، وبالمركز الثالث فلوريان سينيشال.

## الفرق
| فرق عالمية (7)- Quick-Step Alpha Vinyl - Lotto-Soudal - Intermarché-Wanty-Gobert Matériaux - Cofidis - Israel-Premier Tech - BikeExchange-Jayco - UAE Team Emirates فرق برو (6)- أونو اكس برو سايكلنج تيم 2022 ‏ - Alpecin-Fenix - بنجوال باوليز ساوكس دبليو بي 2022 ‏ - سبورت فلاندرين بالويس 2022 ‏ - بي آند بي هوتيلز 2022 ‏ - Arkéa-Samsic فرق قارية (4)- Philippe Wagner–Bazin ‏ - Minerva Cycling Team ‏ - سوبرانو هام ايزوريكس 2022 ‏ - Baloise–Trek Lions ‏ فريق سايكلوكروس- باولس سوزين بينغوال ‏ |  |
| |  |

## التصنيف العام النهائي
| التصنيف العام         | التصنيف العام    | التصنيف العام | التصنيف العام                      | التصنيف العام |
| العداء                | العداء           | البلد         | الفريق                             | الوقت         |
| --------------------- | ---------------- | ------------- | ---------------------------------- | ------------- |
| 1                     | Oscar Riesebeek ‏ | هولندا        | Alpecin-Fenix                      | 4 س 06 د 59 ث |
| 2                     | جياني فرميش      | بلجيكا        | Alpecin-Fenix                      | + 1 ث         |
| 3                     | فلوريان سينيشال  | فرنسا         | Quick-Step Alpha Vinyl             | + 3 ث         |
| 4                     | Stan Van Tricht ‏ | بلجيكا        | Quick-Step Alpha Vinyl             | + 6 ث         |
| 5                     | لويك فليجن       | بلجيكا        | Intermarché-Wanty-Gobert Matériaux | + 6 ث         |
| 6                     | ارنو دي لاي      | بلجيكا        | لوتو سودال                         | + 6 ث         |
| 7                     | Tom Devriendt ‏   | بلجيكا        | Intermarché-Wanty-Gobert Matériaux | + 6 ث         |
| 8                     | بيت اليجارت      | بلجيكا        | Cofidis                            | + 6 ث         |
| 9                     | كليمنت روسو      | فرنسا         | اركيا سامسيك                       | + 9 ث         |
| 10                    | راسموس تيلر      | النرويج       | أونو-إكس موبيليتي ‏                 | + 9 ث         |
| مصدر: ProCyclingStats |                  |               |                                    |               |

## وصلات خارجية
- الموقع الرسمي
- لمحة عن سباق دوارس دور هيت هاجلاند 2022 على موقع  ProCyclingStats   (برو  سايكلنج  ستاتس) - إحصاءات  محترفي  الدراجات.
- دوارس دور هيت هاجلاند 2022 على موقع إحصائيات الدراجات الإحترافية (الإنجليزية)